# 青木鈴翁
青木 鈴翁（あおき れいおう、1935年（昭和10年）10月4日 - 2018年（平成30年）8月21日）は、日本の尺八琴古流奏者。第2代青木鈴慕。本名は青木静夫。

## 経歴
東京府の生まれ、父は初代青木鈴慕。幼少から父の元で修行。NHK邦楽技能者育成会卒業。
昭和39年（1964年）に山本邦山、横山勝也らと共に「三本会」を結成。沢井忠夫らと共に「民族音楽の会」にも参加。昭和50年（1975年）に2代目青木鈴慕を襲名。昭和51年（1976年）と昭和55年（1980年）に文化庁芸術祭優秀賞。昭和53年（1978年）に文化庁芸術祭大賞。平成2年（1990年）にモービル音楽賞、日本芸術院賞。平成11年（1999年）に重要無形文化財保持者（人間国宝）認定。同年、松尾芸能賞優秀賞。平成14年（2002年）、紫綬褒章受章。平成28年（2016年）、春の叙勲で旭日小綬章受章。東京芸術大学の講師を務めた事もある。作曲には「物語一つ」「花火」他多数。実子は三代青木鈴慕。2018年に長男の彰時に名を継承し、自らは鈴翁と名乗った。
2018年8月21日、肺炎のため死去。82歳没。